# La Gila
La Gila är en ort i Mexiko.   Den ligger i kommunen Jesús María och delstaten Jalisco, i den centrala delen av landet, 300 km väster om huvudstaden Mexico City. La Gila ligger 2 133 meter över havet och antalet invånare är 116.
Terrängen runt La Gila är platt åt nordost, men åt sydväst är den kuperad. Runt La Gila är det ganska glesbefolkat, med 28 invånare per kvadratkilometer. Närmaste större samhälle är Arandas, 17,8 km nordväst om La Gila. I omgivningarna runt La Gila växer huvudsakligen savannskog.